# 下切村
下切村（しもぎりむら）はかつて岐阜県各務郡に存在した村である。
村名は、前度村の下に切り開かれた村であることからという。
現在の各務原市稲羽地区の下切町に該当する。

## 歴史
- 江戸時代、この地域は旗本坪内氏領であった。
- 1899年 (明治22年) 7月1日 - 山脇村と合併し、若宮村発足。同日下切村廃止[2]。